# فنسنت بيرك
فنسنت بيرك (بالإنجليزية: Vincent Burke)‏ هو سياسي كندي، ولد في 3 أغسطس 1878، وتوفي في 19 ديسمبر 1953. حزبياً، نشط في الحزب الليبرالي الكندي. وقد انتخب عضو مجلس الشيوخ الكندي.